# 北京機関
北京機関（ペキンきかん）は1950年、書記長の徳田球一や野坂参三ら日本共産党の一部幹部が、正規の手続きによらずに中央委員会を解体し、非合法活動に移行するなか、中国に渡航してつくった機関。ソ連や中国の資金援助を受けて、51年綱領等に基づき武装蜂起式の日本革命を指導した。日本には徳田らが指名した臨時中央指導部が残った。現在、日本共産党は北京機関について、「徳田、野坂らが党の方針に背いて党を破壊して、勝手に中国に亡命してつくり、ソ連・中国流の武装闘争の方針を持ち込んだもの。党とは無関係であり、その誤った方針の克服を通じて今日の党がある」としている。

## 発端
当時日本を占領統治していた連合国軍最高司令官総司令部（GHQ）は、1950年にレッドパージを開始して日本共産党に対する締め付けを強化していた。徳田ら幹部が団体等規正令の出頭命令を拒否したことによる団規令事件で逮捕状が出され、幹部の多くは地下活動に移った。伊藤律の回想によると、この状況を受けて毛沢東が直接「徳田を日本から救い出せ」と指示したことが、北京に移るきっかけの一つであったという。徳田は当初渡航に強く反対したが、8月上旬頃に極秘に開かれた政治局会議で中国への渡航が決まった。8月15日、徳田が伝書使として中国に派遣した宮島義勇が帰国し、「日本共産党の指導者を迎え入れる用意がある」という中国共産党の意向を徳田に伝えた。10月に徳田は大阪湾から船で密かに出国し、北京に渡った。

## 経緯
1950年4月に安斎庫治らが中国に渡り、北京機関の準備を開始。8月末に徳田球一・西沢隆二が、9月に野坂参三らがそれぞれ中国に亡命。同月北京機関が結成された。1951年秋、伊藤律が北京機関に移る。1952年10月末、伊藤に対しスパイ容疑で隔離調査することを北京機関が決定。1954年夏、野坂・紺野与次郎・河田賢治・宮本太郎・西沢の6人の代表が、ソビエト連邦共産党・中国共産党両党代表とともに日本共産党第6回全国協議会決議原案をモスクワで作成した。モスクワにいた袴田里見もこれに部分的に参加し、9月からは北京機関指導部に加わった。1955年1月13日付「日本共産党中央委員会北京局 紺野与次郎・河田賢治・袴田里見・西沢隆治」名により、ソビエト連邦共産党に対し資金援助を要請。1957年7月、袴田・河田が帰国。1958年7月13日、第21次在中国日本人引揚船白山丸で、北京機関従事者のほとんどが帰国した。

## 名称
非公然かつ正規の会議で定められなかった組織であったため、当時公式な名称はなかったとされる。「徳田機関」「孫機関」（「孫」は中国での徳田の姓）という呼び方もある。伊藤律は1980年の帰国後、椎野悦朗と話し合い（歴史的な名称として）「日本共産党在外代表部」と呼ぶことを決めていた。ただし、渡部富哉によると、徳田が死去した際の写真で「北京機関細胞」という名称の花環が霊安室にあったことが確認できるという。

## 北京での施設・設備
北京機関の施設
北京機関の施設は北京西郊にあり、周囲は鉄条網をはった高い堀で、中国公安部隊が守備をし、新築された専用の大邸宅は幹部用の二階だった。
自由日本放送
北京機関の指導下で、日本向けの「自由日本放送」が、1952年5月1日から開始され、1955年12月31日に閉鎖された。
日本共産党中央党学校
北京機関のもとで、1954年1月から1957年3月まで、関係者千数百人から二千人規模の日本共産党中央党学校が北京郊外に設立・運営されていた。生徒は、日本の敗戦後まで工場や学校など中国国内で働いていた日本人で共産主義に共鳴していた者のほか、日本国内から密出国した者もあった。党学校参加者の多くは、1958年7月に引揚船白山丸で帰国したといわれる。

## おもな構成員
書記長の徳田を中心としたメンバーであったため所感派に属する者が多かった。
- 徳田球一 - 1953年に北京で死去（1955年に日本で死が公表された）。
- 野坂参三 - 1955年に帰国。1992年に除名処分を受けた。
- 高倉輝 - 1950年6月公職追放、その後ソ連・中国その他を転々とし、1959年4月に帰国。
- 紺野与次郎
- 聴濤克巳 - 1950年公職追放、北京機関メンバーとなり、自由日本放送の業務にも従事。のち党代表としてヨーロッパで活動。1958年帰国。
- 河田賢治
- 西沢隆二
- 伊藤律 - 1953年に除名処分を受け収監。1979年に身柄解放され、1980年に帰国。
- 袴田里見 - 国際派だが、中ソ共産党に党分裂問題への介入を要請するため、一時期北京に滞在した。

椎野悦朗・吉田四郎（北海道地方委員会議長）は、志田重男の代理として北京機関入りを指令されていたものの、伊藤のように嫌疑をかけられる危険を感じて、密出国船（いわゆる「人民艦隊」）乗船直前に渡航を拒否した、とされる。

## 日本に残された臨時中央指導部
1952年6月7日、党統制委員会がその責任において「来るべき党大会まで暫定的な中央指導部をつくる必要をみとめ」その構成員を指名した。公表されたところによると、椎野悦朗（議長）、輪田一造、杉本文雄、多田留治（8月7日に党内分派として除名）、鈴木市蔵、聴濤克巳（即日「アカハタ」編集関係者として公職追放）、河田賢治、谷口善太郎（のち6月28日の新聞記者会見談話の内容を理由に公職追放）の8名であった。
他に、所感派で日本国内に残留した幹部として、志田重男らがいる。